# Vervezelle
Vervezelle település Franciaországban, Vosges megyében. Lakosainak száma 117 fő (2022. január 1.). Vervezelle Belmont-sur-Buttant, Brouvelieures, Bruyères és Domfaing községekkel határos.

## Népesség
A település népessége az elmúlt években az alábbi módon változott:
| Lakosok száma | 130  | 128  | 135  | 132  | 132  | 133  | 134  | 126  | 117  |
|               | 2013 | 2015 | 2016 | 2017 | 2018 | 2019 | 2020 | 2021 | 2022 |